# پاتریک بروئل
پاتریک بروئل (فرانسوی: Patrick Bruel‎؛ زادهٔ ۱۴ مهٔ ۱۹۵۹) هنرپیشه، خواننده و پوکرباز حرفه‌ای اهل کشور فرانسه است. وی از سال ۱۹۷۹ میلادی تاکنون مشغول فعالیت بوده‌است. این هنرمند اصالت یهودی دارد. از فیلم‌هایی که وی در آن نقش داشته است می‌توان به سابرینا، گمشده و پیداشده، مبلغان، سرزمین‌های مقدس و چشم‌های زرد تمساح‌ها اشاره کرد. وی در سال ۱۹۹۸ و در بازی‌های پوکر، برندهٔ ۲۲۴/۰۰۰ دلار شد.